# Hot Stuff (film, 1912)
Hot Stuff est un court métrage muet américain réalisé par Mack Sennett, sorti en 1912.

## Fiche technique
- Titre : Hot Stuff
- Réalisation : Mack Sennett
- Scénario : Dell Henderson
- Société de production : Biograph Company
- Format : Noir et blanc - 1,33:1 - film muet
- Durée :
- Date de sortie : 
  - États-Unis : 21 mars 1912

## Distribution
- Mack Sennett
- Mabel Normand
- Dell Henderson
- William J. Butler
- Fred Mace
- Edward Dillon
- Harry Hyde